# Casa en Japón

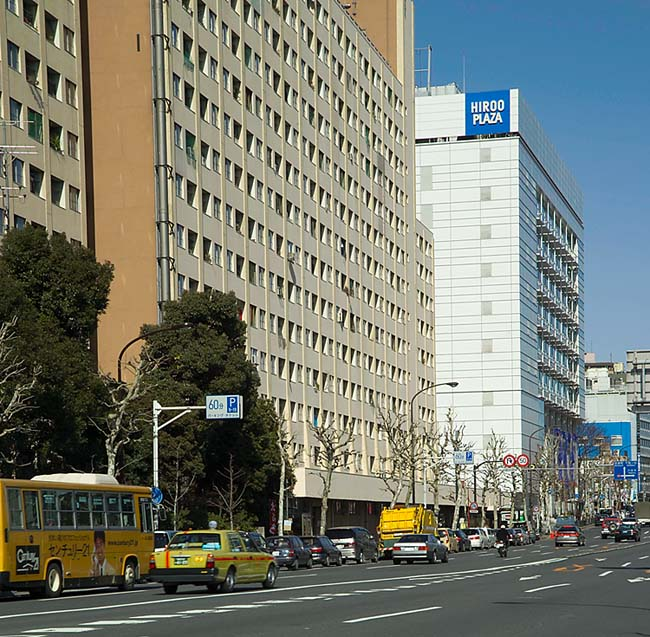
Edificio público del gobierno de Tokio.

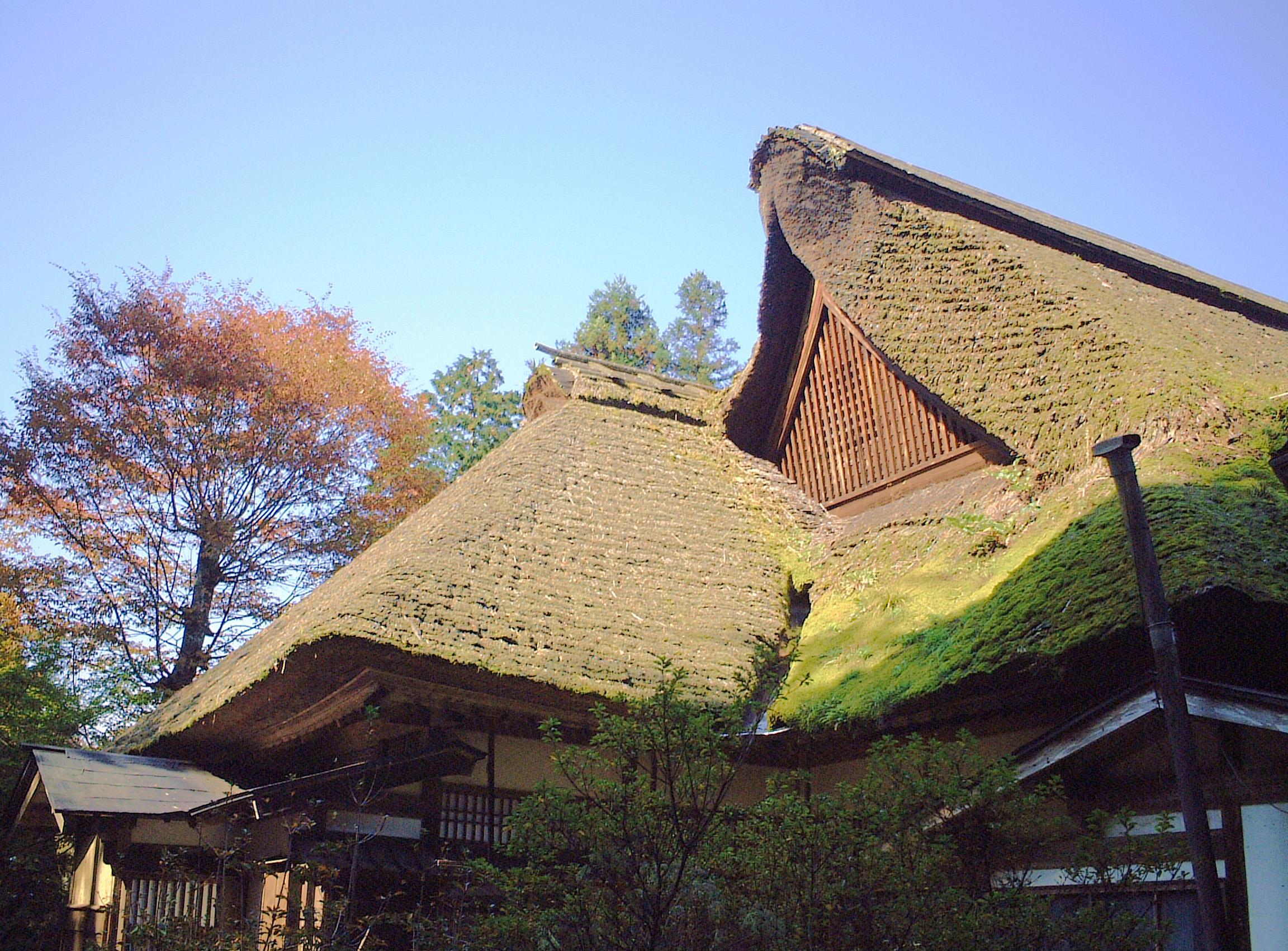
Una casa con un tejado de paja a la vieja usanza cerca del Monte Mitake, Tokio.

Cuando hablamos de casas en Japón nos referimos tanto a aquellas realizadas con un estilo tradicional como a aquellas otras de estilo más moderno. 
Dos patrones de residencias son predominantes en el Japón contemporáneo: la casa separada unifamiliar y el edificio de múltiples unidades, poseídos por un individuo o una corporación y alquilados como apartamentos a los arrendatarios, o poseídos por los inquilinos como condominios. Las clases adicionales de casas, especialmente para la gente soltera, incluyen las pensiones (que son populares entre estudiantes de universidad), los dormitorios (comunes en compañías), y los cuarteles (para los miembros de las fuerzas de defensa, de la policía y de algunos otros empleados públicos).

## Estadísticas de la vivienda
Las cifras de la encuesta para casa y terreno de 1998 realizada por el Ministerio de Asuntos Interiores y Comunicaciones indican que Japón contaba con 50 246 000 unidades habitables en aquel momento. De estas, 43 922 100 (87,4%) estaban ocupadas y 6 323 900 (12.6%) desocupadas. De las unidades ocupadas, 24 467 800 (60,2%) eran propiedad de los residentes. El promedio de habitaciones por unidad habitable era de 4,79, el promedio total de área en metros cuadrados era de 92,43 m², y el promedio de personas por habitación era de 0,59 personas.
Por otro lado, tal como mencionan en la página "www.casasenjapon.com", el número de extranjeros que no residen en país Nipón, está creciendo significativamente. En el artículo, "El mercado oculto de las casas en Japón: cómo convertir una joya abandonada en tu hogar ideal", se puede conocer que este tipo de adquisiciones por parte de extranjeros, no solo es para uso propio, sino para inversiones con alto potencial de recaudo por el bajo nivel de criminalidad, seguridad social y una fuerte alza en los últimos 10 años de visitantes extranjeros al país. Lo que lo hace ser uno de los lugares altamente seductivos para inversionistas.

## Diseño interior
A la hora de entender las peculiaridades de las casas japonesas es importante saber que la casa tradicional japonesa no tiene designada una utilidad para cada habitación aparte de la entrada (genkan), cocina, baño y aseo. Así que cualquier habitación puede ser sala de estar, comedor, estudio o dormitorio (por supuesto sin camas, en su lugar con futones). Esto es posible porque todos los muebles necesarios son portátiles, siendo almacenados en el oshiire (押し入れ?), una pequeña parte de la casa que se usa para el almacenaje. Es importante denotar que para los japoneses, la sala de estar se expresa como i-má (居間?), "espacio" de vida. Esto es porque el tamaño de la habitación puede ser cambiado alterando la disposición de los divisores. Las casas grandes tradicionales a menudo solo tienen un ima debajo del tejado mientras que la cocina, el cuarto de baño y el tocador se unen a un lado de la casa como extensión. Algo similar a lo que ocurre con la oficina moderna, las particiones dentro de la casa son creadas con los fusuma (襖 (ふすま)?), puertas deslizantes hechas de madera y papel, que son también portátiles y pueden ser quitadas con facilidad. Los fusuma cubren cada partición del techo al suelo por lo que de esa manera se pueden crear miniespacios dentro la casa. En un extremo de la casa se encuentra el rōka (廊下?), paso solado de madera, que es algo similar a un vestíbulo. El rōka y el ima están divididos por el shōji, una puerta corrediza y portátil que también está hecha de madera y papel. Sin embargo, al contrario que con el fusuma, el papel usado para el shōji es muy fino para que así la luz del exterior pueda pasar a través de la casa. Esto ocurría antes de que se empezara a utilizar el cristal para las puertas correderas.  El rōka y el exterior de la casa están divididos por una pared o tablero de madera portable que se utilizan para sellar la casa por la noche. La azotea extendida se supone que está para proteger el área del rōka para que no se moje cuando llueve, excepto durante la estación de tifones en que la casa se sella totalmente. Si hay una gran reunión en la casa, estas particiones se quitan para crear una gran sala de reuniones. Durante un día normal, las divisiones crean espacios vivos mucho más pequeños y más manejables. Por lo tanto, la cocina, el cuarto de baño, el aseo y el genkan con un espacio vivo multiusos crean una unidad habitable japonesa, una casa completa. Sin embargo, el cuarto de baño, el aseo e incluso la cocina pueden ser comunales (véase sentō).  Por lo tanto, las disposiciones mínimas para una casa japonesa hacen que prácticamente todas las casas, aún si uno está buscando el sitio más barato de alquiler, cuenten con un genkan y una sala de estar.
Los anuncios de las propiedades inmobiliarias nos permiten echar una ojeada en el hogar japonés moderno. Enumeran típicamente de la manera 2LDK o 3LDK, L señala la sala de estar, D señala el comedor y K señala la cocina. En este formato, el cuarto de baño y el tocador no se mencionan pero siempre se suponen incluidos. D y K no están realmente separadas. El comedor puede ser parte o estar al lado de la cocina. Por lo tanto, el tamaño y el precio de un apartamento se determina sobre todo por el número de L, “sala de estar”. Sin embargo, la expresión “sala de estar” es levemente engañosa porque la sala de estar, no necesariamente decorada al estilo japonés tradicional con tatami, se supone como útil para diversos usos. Por lo tanto, la sala de estar se utiliza simultáneamente como sitio de estudio, dormitorios (de futones, claro) así como el comedor, dependiendo de las necesidades de los residentes. Por otra parte, cada “sala de estar” es separada por una puerta deslizante que se puede desmontar, como el fusuma, así que las salas de estar pueden ser una amplia habitación sencilla. 
Además, ellos a menudo acotan las medidas de las habitaciones más importantes, como puede ser la sala de estar, con medidas en tatamis (jō (畳?) en japonés; las esteras de paja tradicionales, de tamaño estandarizado) o en metros cuadrados. Por ejemplo "2DK de 6 tatamis a estilo japonés" o "2DK de 6 tatamis de estilo occidental". 
La disposición de un apartamento típico varía, pero la entrada está generalmente en el DK (comedor/cocina), mientras que los otros cuartos están detrás de él. En viviendas más grandes, se puede llegar a uno o más cuartos a través del vestíbulo antes de alcanzar el área de la cocina. El aseo está situado adyacente al “DK”, al igual que al cuarto más grande, el “ofuro (お風呂?)/baño”. 
Cabe anotar que, aunque existen estándares comúnmente aceptados para la descripción de la vivienda japonesa, éstos no constituyen un requisito legal, por lo tanto la descripción puede no ser exacta.

### Genkan
Una peculiaridad de la casa japonesa es la genkan, o entrada. Esta incluye una pequeña zona, al mismo nivel que el exterior, donde la gente que llega se extrae sus zapatos. Cuando se han quitado sus zapatos, la gente sube a un piso elevado. El resto de la residencia está al mismo nivel de esa elevación o en pisos superiores. Adyacente al piso inferior se encuentra una estantería o armario llamado geta-bako (下駄箱?) en el cual la gente puede colocar sus zapatos. Las zapatillas para usar en la casa se almacenan también ahí.

### Ima
Como el nombre lo indica es la sala de estar japonesa. Donde la familia pasa la mayor parte del tiempo, toman el té, etc.

### Aseo
El aseo en la casa japonesa está situado lejos del baño y separado de él. Normalmente está en una habitación pequeña tipo caseta y solo contiene el retrete, y básicamente parece un banco con un asiento de retrete sobre este. Cuando se entra en el baño, uno lleva tradicionalmente unas zapatillas de plástico o látex en lugar de las zapatillas de casa, y se las quita al salir del baño. Esto es así porque tradicionalmente el suelo de la casa japonesa se considera una zona limpia, y las del baño y el aseo tienen la consideración de zonas no limpias. Mediante el empleo de zapatillas diferenciadas para la casa y el baño, se minimiza el contacto de ambas zonas.

### Cocina
La cocina japonesa moderna presenta electrodomésticos tales como una estufa y un asador (parrilla) y una nevera eléctrica. La estufa puede ser integrada o independiente, y generalmente es de gas, aunque recientemente se han hecho populares las cocinas de inducción. Los modelos comunes de todos los tipos de estufas incluyen dos o tres quemadores.
Muchas cocinas poseen extractores eléctricos. Los equipamientos incluyen comúnmente microondas y hornos eléctricos. Los hornos son diseñados para cocinar pescado, y normalmente forman parte de la cocina. Los hornos integrados suficientemente grandes como para cocinar o asar no son frecuentes, como lo son las máquinas lavaplatos integradas. La cocina incluye agua corriente, normalmente con grifos que incorporan agua fría y caliente (monomando).

### Baño
La vivienda japonesa tiene normalmente múltiples habitaciones para lo que en la vivienda occidental es el baño. Son frecuentes las habitaciones separadas para el aseo, lavamanos, y el ofuro (el baño). Los apartamentos pequeños, sin embargo, contienen con frecuencia un único baño diminuto llamada baño unitario que contiene los tres accesorios juntos. La habitación con el lavamanos, llamada "habitación vestidor", generalmente incluye espacio para una máquina lavadora. La habitación que contiene la bañera está aislada contra el agua con un espacio para el lavado, y a menudo para la ducha, adyacente a la bañera. Como resultado, el agua del baño no está ni jabonosa ni sucia, y puede ser reutilizada. Muchas máquinas lavadoras de Japón vienen con una manguera de extensión para extraer agua de la bañera para el lavado.
El agua caliente viene normalmente de un calentador (termo) de gas o queroseno. El calentador se ubica normalmente en el exterior (al menos en climas templados). Su suministro de gas puede ser de instalación municipal o tanques propios. El calentador de agua típico japonés es mediante la calefacción del agua y calienta agua bajo demanda. Un calentador puede suministrar a ambos, el baño y la cocina, aunque muchos hogares tienen dos o más calentadores.

### Washitsu

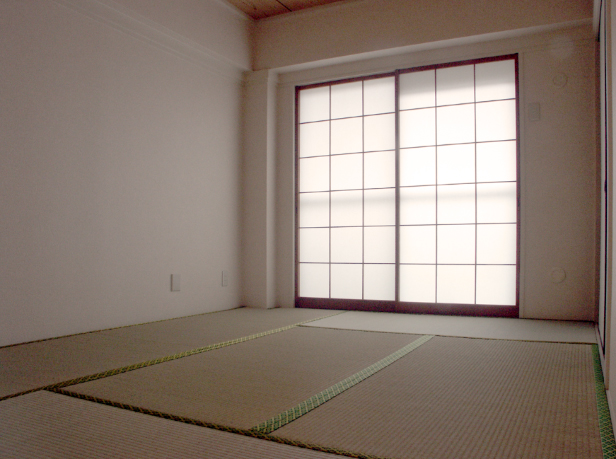
Una habitación con tatami shōji.

Muchos hogares incluyen al menos un sitio al estilo japonés tradicional, o washitsu. Incluyen suelo de tatami, shōji para sustituir lo que normalmente cubre las ventanas, fusuma (particiones verticales opacas deslizantes) que la separa de los otros cuartos, un oshiire (armario) con dos niveles (para almacenar los futones), y un techo de madera. Puede ser que no esté amueblado y que su función sea la de un cuarto de la familia durante el día y un dormitorio durante la noche. Muchos washitsu tiene puertas correderas de cristal que se abren sobre una cubierta o un balcón. 
Otros dormitorios, así como salas de estar, comedores y cocinas, están en un estilo más occidental. Sus suelos están generalmente recubiertos de pisos sintéticos modernos. Los techos son también sintéticos normalmente, y pueden ser blancos o amarillentos. Las ventanas se abren generalmente deslizándose lateralmente, aunque muchas ventanas de la cocina se abren inclinándose hacia fuera.

### Mansión de una habitación
Una mansión de una habitación (ワ) es un apartamento de estilo japonés en el que solo hay una pequeña sala (10 m², en muchos casos) y normalmente un pequeño cuarto de baño. Estos tipos de unidades son alquiladas la mayoría de las veces por una sola persona debido a su tamaño extremadamente pequeño lo que hace que sea difícil para más de una persona residir en ellos. La mayoría de edificios de apartamentos de las ciudades japonesas tienen habitaciones de este tipo, aunque las unidades familiares (alrededor de 60 a 90 m² de tamaño) son más comunes, especialmente en los suburbios de Japón.

## Servicios

### Calefacción

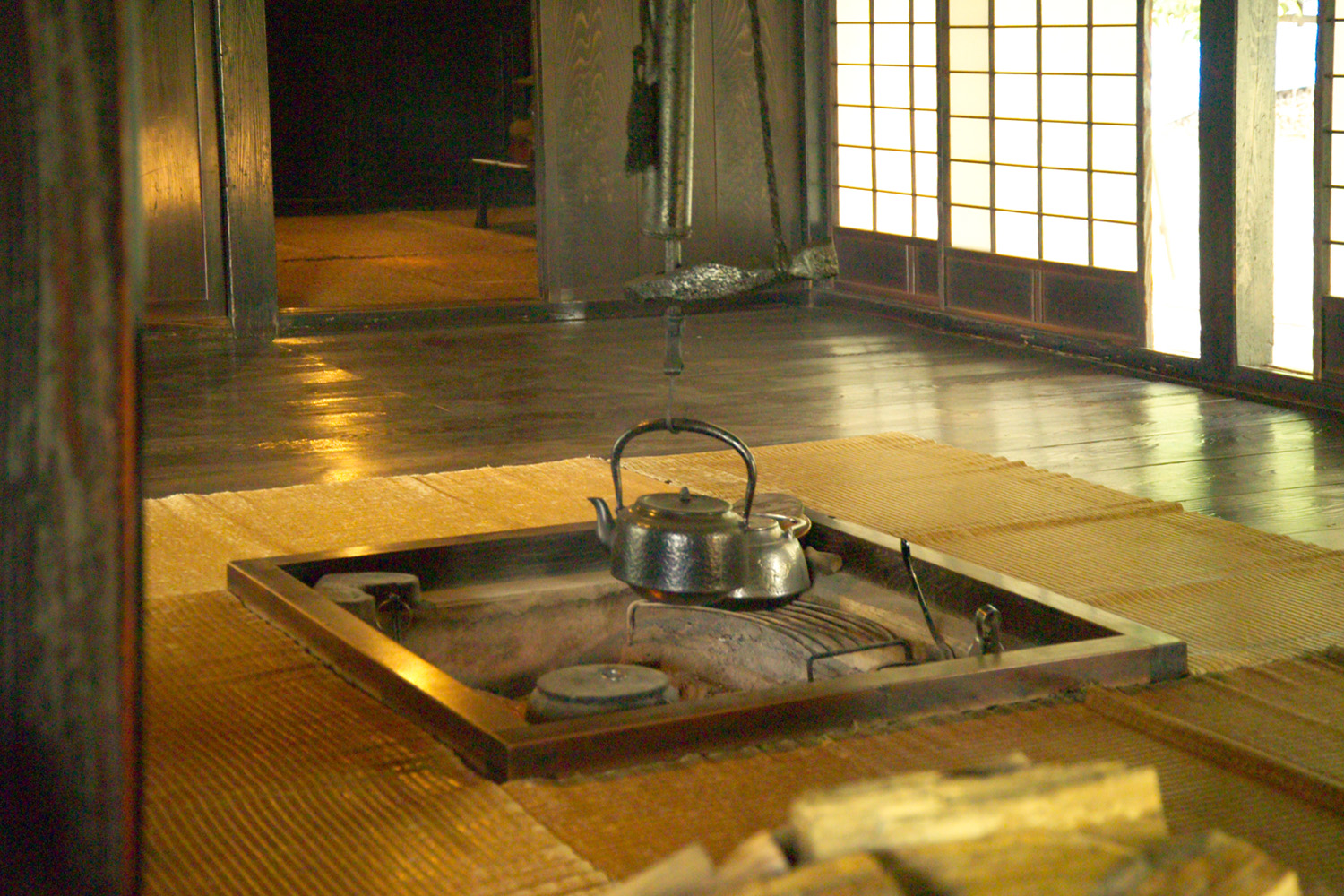
Calefacción en una casa tradicional japonesa en Honshū.

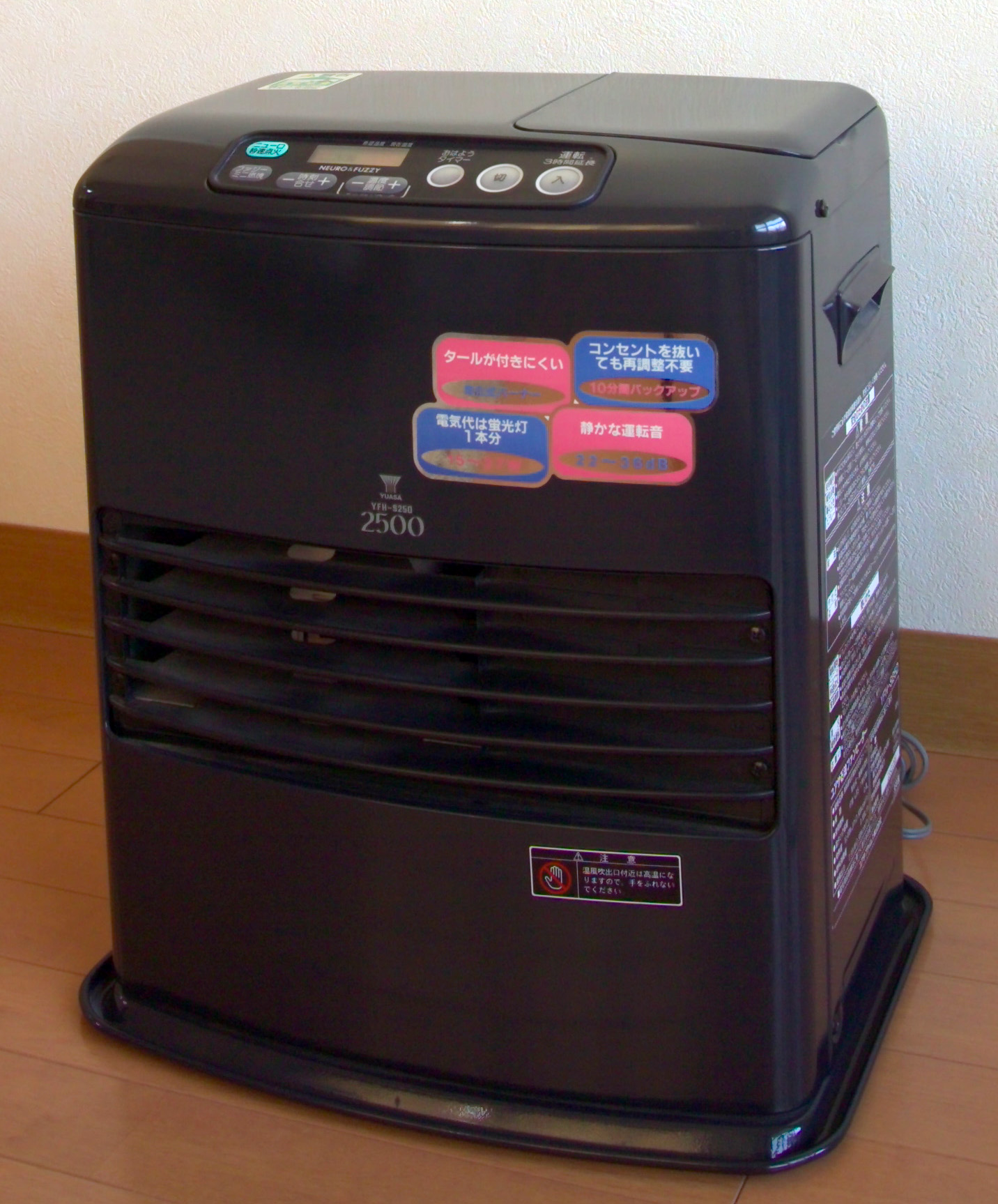
Un moderno calefactor de queroseno.

La norma en los hogares japoneses es la calefacción local, en vez de emplear calefacción central. Son corrientes las unidades de queroseno, gas y de alimentación eléctrica. Las viviendas son vendidas y alquiladas generalmente sin equipos de calefacción o climatización. Los inquilinos compran los electrodomésticos y se los llevan cuando se mudan.
El calefactor de queroseno más sencillo tiene un tanque para el combustible, una camisa (mecha), y un dial de control. Una configuración popular presenta la mejora de la ignición eléctrica mediante batería. La siguiente categoría tiene un ventilador eléctrico para distribuir el aire caliente por la habitación. Muchas de estas unidades presentan control computerizado de la temperatura. La computadora también puede encenderlos y apagarlos según un horario. Los calefactores a gas son populares también, y muchos hogares contemplan salidas de gas al exterior en varias habitaciones para acomodar unidades portátiles. En muchos hogares, las ventanas tienen respiraderos que se pueden abrir para proteger a los ocupantes de un excesivo gas de combustión. Las unidades de queroseno y gas tienen componentes de seguridad para apagar la llama y cortar el suministro de combustible cuando el calefactor recibe una sacudida, ya sea por accidente o debida a un terremoto. Estas unidades también suelen apagarse automáticamente tras dos o tres horas para prevenir que se acumulen gases de monóxido de carbono mientras el inquilino está durmiendo.
Otro tipo de calefactor de queroseno funciona de forma similar a un radiador, y se compone de dos partes. El combustible de queroseno se almacena en un tanque y se quema fuera de la casa, y la llama se emplea para calentar un fluido que es conducido a la segunda unidad, dentro de la casa. En esta unidad, unos ventiladores soplan a través de los tubos que llevan el fluido ya calentado, y la habitación se calienta como resultado. Este tipo de calefactor es popular debido a que reduce los gases de forma significativa, y también elimina virtualmente la posibilidad de que un niño pequeño o una mascota se hagan daño accidentalmente.
La calefacción eléctrica se realiza generalmente mediante unidades montadas en las paredes, tales como sobre las puertas a la terraza o balcón, en vez de hacerlo a través de salidas a nivel del suelo. Estos calefactores realizan a menudo la doble función como aparatos de aire acondicionado. En la mayoría de las líneas se dispone de control termostático y de temporizadores. Los fabricantes de electrodomésticos eléctricos y electrónicos son los productores de estos calefactores.
En el norte de Japón, el yukadanbō (床暖房?) (literalmente, calefactor de suelos, véase suelo radiante) es un tipo de calefactor radiante situado bajo el suelo de ciertas habitaciones de casas nuevas, donde se hacen circular unos fluidos calentados para proveer de calefacción. Su coste es elevado, por ello algunas veces este tipo de calefactor se instala solo en pequeñas habitaciones como el vestidor. En los últimos años se han hecho populares las alfombras eléctricas.
Finalmente, un tipo de calefactor tradicional conocido como un kotatsu sigue siendo muy usado en la actualidad. El kotatsu puede venir de múltiples formas, pero la más común es como un elemento calefactor eléctrico unido al envés de una mesa baja: la mesa se rodea generalmente con una tela ligera tipo edredón para mantener el calor confinado. Este tipo de mesa es común en el washitsu.

### Electricidad

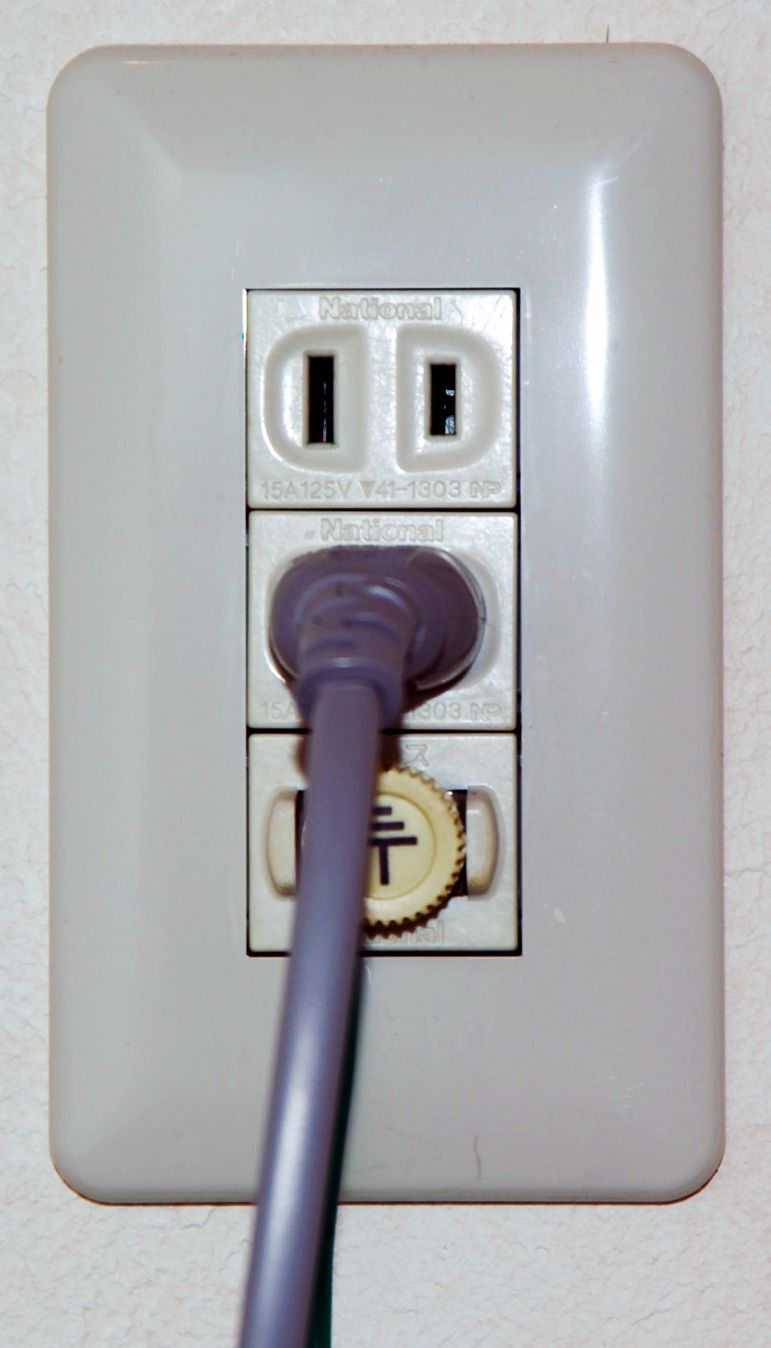
Este enchufe tiene un poste para llevar a masa a una lavadora.

Las viviendas japonesas conectadas a la red eléctrica national tienen 100 voltios de corriente alterna en los tomacorrientes de toda la casa. La frecuencia de la línea es de 50 Hz en Japón oriental, y 60 Hz en la parte occidental del país. Es típica la intensidad de 30 o de 50 A. Muchos electrodomésticos funcionan apropiadamente a cualquiera de las dos frecuencias. Los tomacorrientes se parecen a los que se usaban anteriormente en Estados Unidos (véase comparación), con dos ranuras verticales. A diferencia de los tomacorrientes modernos de América, las ranuras son comúnmente del mismo ancho, y no tienen la tercera ranura para los enchufes con toma a tierra.  Los aparatos diseñados para ser usados con agua, tales como las lavadoras de ropa y los retretes con calefacción, tienen frecuentemente un cable a tierra por separado.
El equipo de iluminación, como los calentadores, es proporcionado normalmente por el ocupante. Muchos hogares no incluyen las luces  en la sala, en el comedor, ni en las alcobas. En cambio, tienen receptáculos que proveen tanto la conexión eléctrica como el soporte mecánico para el equipo de iluminación. Las cocinas, baños, corredores y genkan pueden disponer de accesorios de soporte incorporados al techo.

### Seguridad
El interfono es un elemento común en los hogares japoneses. Permite la conexión tipo teléfono entre el interior y el exterior. El timbre generalmente forma parte del interfono, y cuando suena, el inquilino puede coger un auricular para hablar con el visitante antes de abrir la puerta. Existen modelos con videocámara, pero una mirilla en la puerta es suficiente para la mayoría de los hogares.
En Japón, la costumbre es que los visitantes esperen en la verja de la casa antes de entrar, y por ello el interfono se sitúa en la verja de la casa en vez de justo delante de la puerta principal. En la actualidad, con frecuencia existe una cerradura eléctrica sobre la verja que puede ser controlada desde dentro por el dueño de la casa, y los interfonos equipados con cámara son comunes también.

## Automóviles
Una vez fuera de los centros de las grandes ciudades, muchos japoneses aparcan sus coches en o cerca de sus hogares. Algunas casas unifamiliares tienen garajes incorporados; otros tienen plazas de aparcamiento en la carretera de enfrente de su casa. Los edificios de apartamentos y condominios tienen con frecuencia plazas de aparcamiento, algunas que ocupa la primera planta del edificio, otros están al aire libre. Los aparcamientos con ascensor permiten un uso doble de un espacio limitado: un nivel subterráneo de aparcamiento de coches, con un elevador que los sube cuando se necesita; los otros aparcamientos se encuentran a nivel del suelo. Funcionan también aparcamientos con ascensor más avanzados. Los residentes también arriendan espacios de estacionamiento en los sitios vacantes en la vecindad.

## Construcción

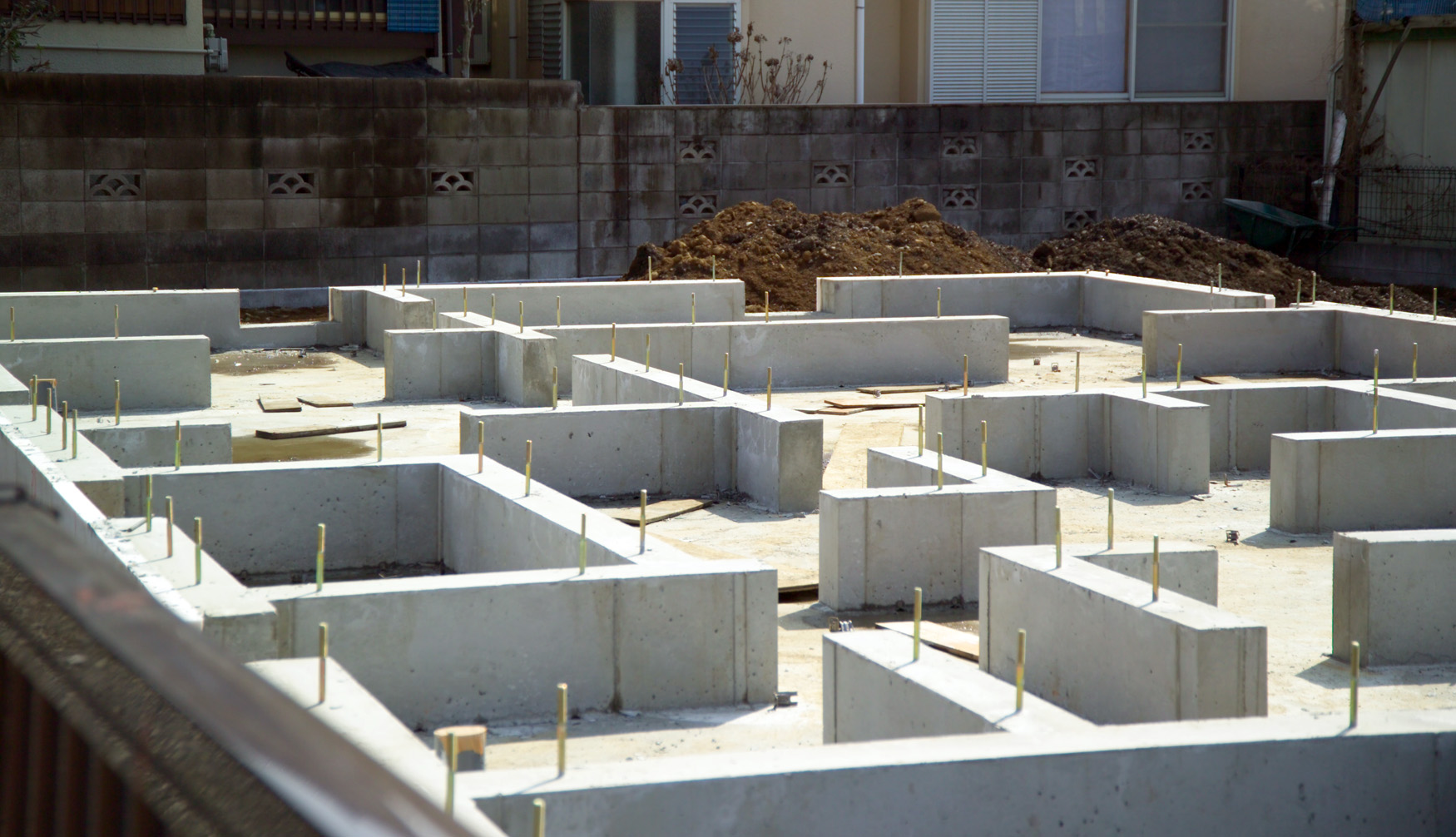
Cimientos de una nueva casa.

Muchas casas unifamiliares están construidas por manufacturas del país nipón, tales como los fabricantes Matsushita (bajo el nombre de National PanaHome), Misawa Home, Mitsui y Sumitomo Forestry. Algunas de estas empresas mantienen los parques con el modelo de hogares para mostrar a los posibles compradores. Los constructores de un condominio pueden abrir una unidad para mostrar a los posibles compradores; alternativamente, pueden construir un modelo de habitación en otros lugares. Los fabricantes de aparatos funcionan de manera similar haciendo salones para mostrar sus productos.

### Materiales para la construcción

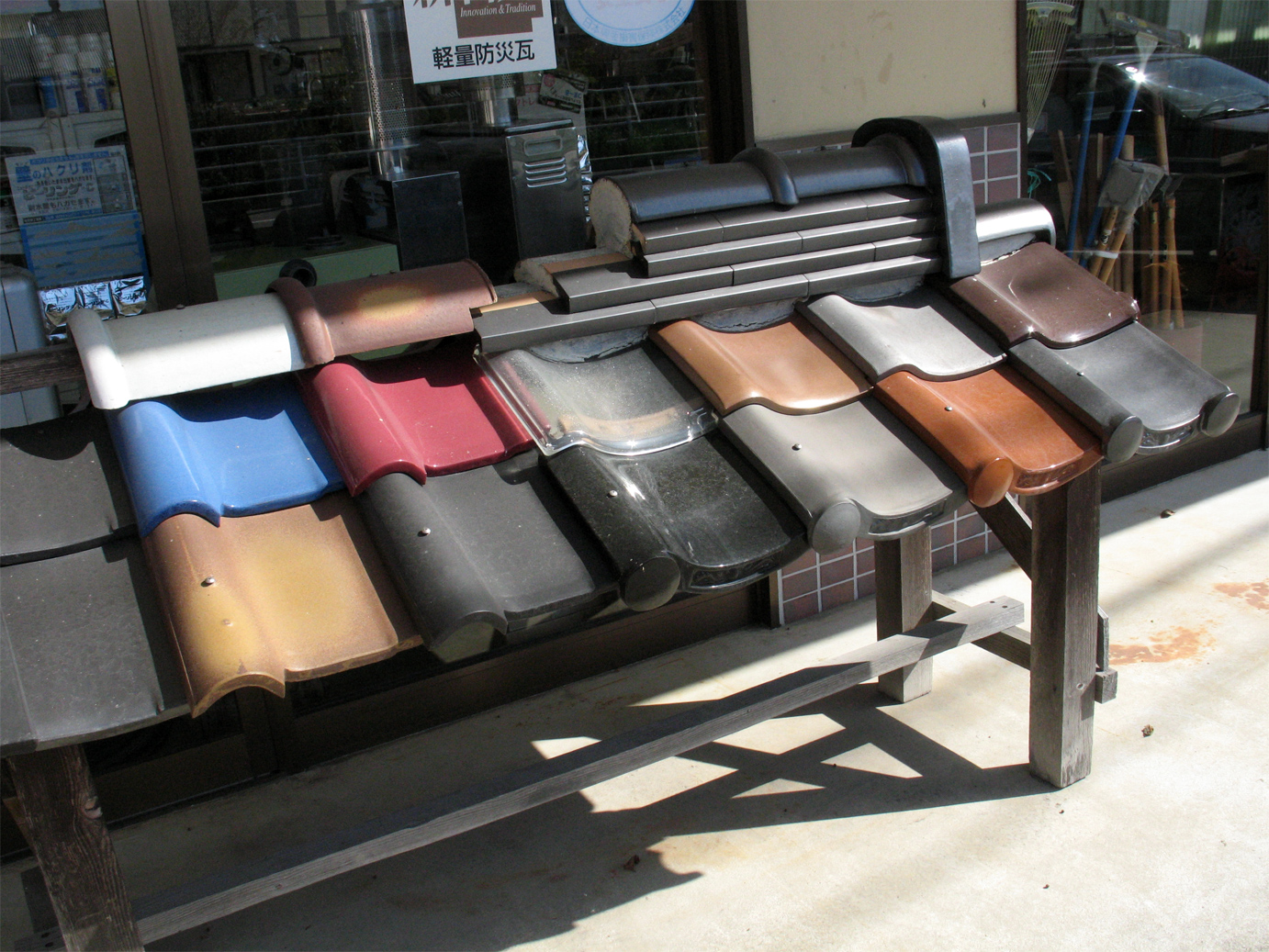
Un expositor de ventas muestra una variedad de estilos de tejas cerámicas.

Para casas independientes, los marcos de madera son populares. Las construcciones de dos por cuatro son una alternativa al estilo tradicional japonés. La casa puede ser revestida exteriormente con azulejos cerámicos. Los interiores son a menudo de pladur, pintados o con un muro que los cubre. Las baldosas suelen usarse para el tejado, y se pueden hacer de arcilla o cemento. Los azulejos suelen tener brillo y color.
Los grandes edificios suelen ser construidos con hormigón armado. Incluyen revestimientos de techos de asfalto y sintéticos.

### Normativa
La altura máxima permitida de un edificio de madera en el Japón es de dos pisos. Algunas casas de madera pueden tener desván, pero estos no pueden ser utilizadas como habitaciones, solo como espacio de almacenamiento. Los edificios de hormigón y acero pueden tener más pisos, pero por lo general solo tienen dos. Los sótanos son poco frecuentes.
La proporción de terreno en que se puede construir está regulada de acuerdo con un sistema denominado kenpeiritsu (建蔽率?) en el que se incluye lo que hay alrededor de la superficie de la casa y el solar sobre el que se construirá la casa. El área donde se puede construir se limita a ser, por ejemplo, el 80% de la superficie del terreno. El kenpeiritsu varía en función de la ubicación del terreno. 
El valor impositivo de una casa es sacado del material de construcción usado. Se considera que las casas de madera tienen una vida útil de veinte años, y las de acero pueden tener una vida útil de treinta años, y evalúan el precio cada año con una depreciación contraria a las viviendas en los mercados de otras naciones. La mayoría de los agentes inmobiliarios también utilizan esta política de fijación de precios como una guía general.

## Patrones de vida
Muchos jóvenes japoneses ya adultos eligen seguir viviendo con sus padres, en vez de buscar una residencia separada, un fenómeno conocido como solteros parásitos (parasaito shinguru (パラサイトシングル?)). Un estudio de 1998 realizado por el Ministerio de Salud y Bienestar indicaba que alrededor del 60% de los solteros japoneses y el 80% de las solteras con edades comprendidas entre los 20 y los 34 seguían viviendo con sus progenitores.
Tras el matrimonio, la joven pareja vive a menudo en la misma casa que sus padres. Un deseo de cierta separación entre las generaciones ha propiciado el fenómeno de nisedaijūtaku (二世代住宅?), literalmente "vivienda de dos generaciones", una única casa que contiene dos áreas habitables completas y separadas, una para los padres y otra para la generación más joven.
Por el contrario, en las grandes áreas metropolitanas de Japón, ya no es raro que parejas jóvenes cohabiten en un apartamento antes de contraer matrimonio.
Tradicionalmente, los mayores también continúan viviendo con sus hijos en vez de ser llevados a residencias de ancianos. La responsabilidad del padre recae con frecuencia en el hijo varón mayor o atotsugi (跡継ぎ?). El número de ancianos que viven en casa de sus hijos ha dado lugar a una gran demanda de productos para el cuidado (de ancianos) de uso casero, y también a la denominada vivienda "sin-barreras", que contiene menos peldaños y obstáculos para los ancianos.
El apartamento compartido entre extraños es raro en Japón, la mayoría de los solteros prefiere vivir en apartamentos individuales de reducidas dimensiones. Sin embargo, en los últimos años (circa 2005), como Japón está sufriendo un cambio demográfico y socioeconómico, se está haciendo más habitual que la gente joven comparta apartamentos. Los diseños de los apartamentos son muchos y variados. Un patrón más antiguo para el uso individual es un apartamento largo y estrecho, con forma de caja de zapatos, con una zona de cocina y baño localizados a menudo cerca del genkan y una zona de salón/dormitorio en el extremo opuesto donde puede encontrarse un balcón.
Las compañías y organizaciones japonesas a menudo envían a sus empleados varones a varios lugares por todo Japón. No es siempre posible o deseable que la familia entera se mude cerca del nuevo lugar de trabajo del empleado. En este caso, los hombres casados alquilan pequeños apartamentos y luego se trasladan al hogar familiar los fines de semana.

## Propiedad de los hogares
Debido al alto precio de las casas en la mayoría de ciudades japonesas, muchas familias e individuales optan por el alquiler de apartamentos en vez de adquirir su propia casa. En 2003 menos de la mitad de unidades habitables de la ciudad de Tokio eran propiedad de sus residentes. Por otra parte, en áreas rurales la tendencia a tener en propiedad una vivienda es mucho mayor según los índices de propiedad. El mayor índice en Japón se encuentra en la Prefectura de Toyama, con alrededor de 80% de unidades habitables siendo éstas propiedad de los residentes.
Comprensiblemente, el espacio vital de casas y condominios (término comúnmente usado en Japón para referirse a mansiones) es mayor que el de los apartamentos. El tamaño medio de una residencia en propiedad en Japón es es 121.7m². Esto varía tremendamente entre las principales zonas urbanas (Tokio: 91.0m ²) y en las zonas rurales (Prefectura de Toyama: 178.4m²). La zona de viviendas que se anuncian para la venta o alquiler se enumeran con la unidad japonesa tsubo (坪), que es de aproximadamente 3.3m², o dos tatamis. En los diagramas de la casa, las dimensiones de las habitaciones individuales se suelen medir en tatamis, como se ha descrito anteriormente en la sección de diseño de interiores.
En los últimos años, los condominios y mansiones se han vuelto más y más populares. En comparación con 1983, cuando el 64% de los hogares eran viviendas unifamiliares en propiedad, y solo el 27% eran condominios, estadísticas más recientes muestran que ahora este último constituye alrededor de 40% de la categoría.[cita requerida]
Las casas viejas son sustituidas por los mismos propietarios. Un patrón común es reconstruir en el mismo lugar. Para lograr esto, los ocupantes pasan a una residencia temporal. Un contratista se encarga de demoler la antigua estructura y crea una nueva en ese emplazamiento. Entonces los residentes pueden volver a la misma ubicación. Al no haberse movido, gozan de la ventaja de mantener la misma dirección, número de teléfono, y la utilidad de las cuentas, así como evitar los gastos de adquisición de nuevas tierras. Debido a la construcción de madera y la relativamente corta duración de vida de las casas japonesas, esto se considera a menudo más barato que el mantenimiento de la vieja estructura.

## Alquiler de casas y apartamentos

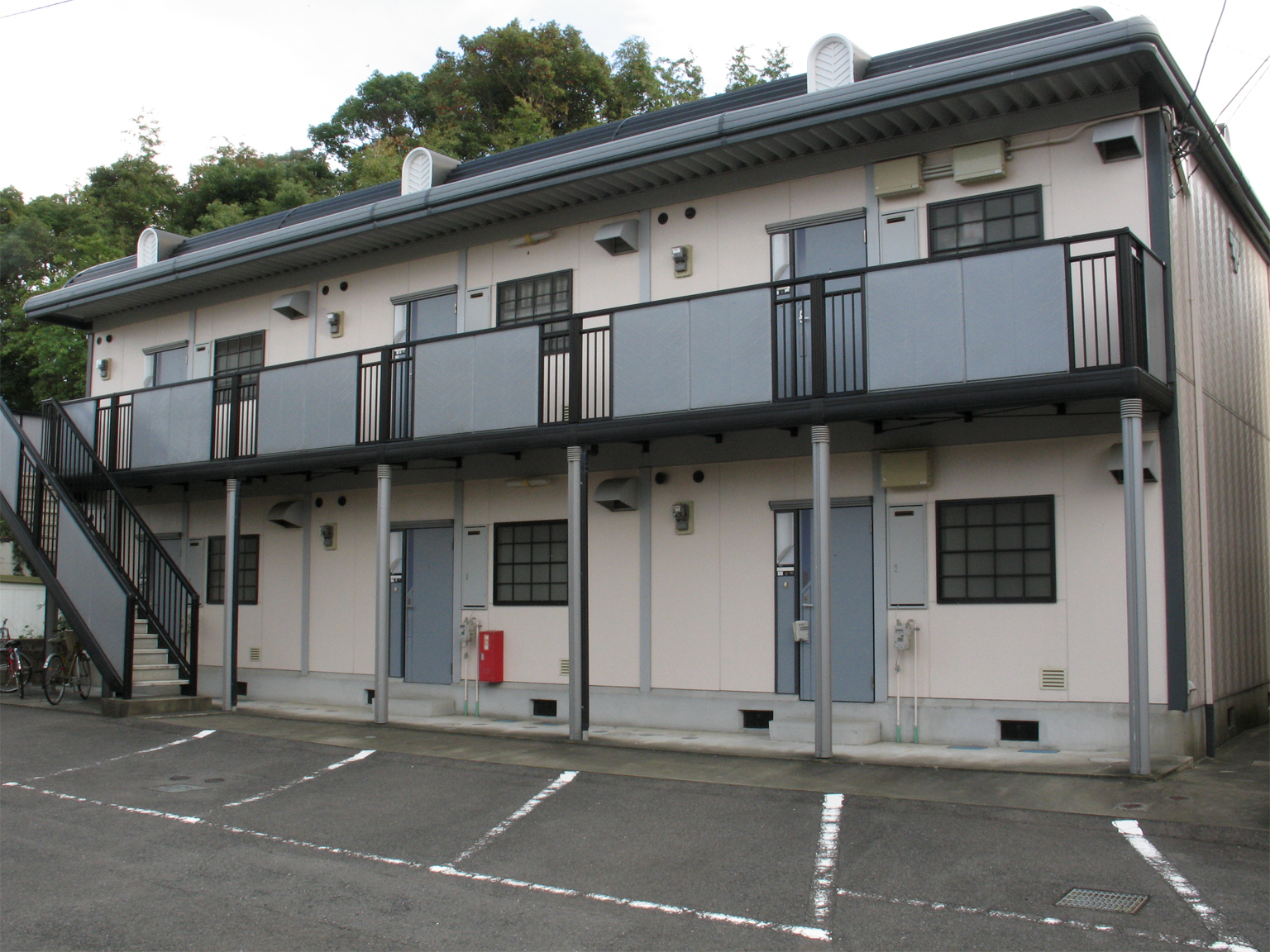
Un edificio japonés de apartamentos de alquiler de dos plantas en
Karatsu, Saga.

Para alquilar un apartamento en Japón, los aspirantes a inquilinos visitan a agentes de bienes raíces situados en cada barrio y consultan las copias de los apartamentos en alquiler. Estos por lo general tienen la disposición de los pisos y los gastos de alquiler de este apartamento. Si un inquilino está interesado en un apartamento, el agente contacta con el propietario para ver si el apartamento está todavía disponible, y si se puede concretar una visita. Normalmente, un inquilino no puede alquilar una vivienda por cuenta propia, se requiere contar con un garante que prometa pagar el alquiler si surgen problemas, es decir, una especie de aval.
Tradicionalmente, los arrendatarios japoneses cobran tanto un depósito para daños como el "dinero llave" reikin (礼金?) antes de que los inquilinos ocupen la vivienda, y se paga al agente de bienes raíces un mes de alquiler por los servicios prestados. El "dinero llave" es un dinero no reembolsable de pago al propietario. En las grandes ciudades como Tokio y Osaka, el "dinero llave" es a menudo una importante inversión en sí misma: hasta seis meses de renta en muchos casos. En los últimos años, muchos propietarios han comenzado a pedir sumas más pequeñas de "dinero llave", equivalente a dos o tres meses de alquiler, o ninguno en absoluto. También se ha desarrollado una industria de apartamentos sin depósito, llamados mansión mensual y mansión semanal en las grandes ciudades; en general, con precios más altos que los alquileres de arrendamiento tradicional, y puede ofrecer algunos servicios de tipo hotelero, como servicio de lavandería.
En Tokio, un acuerdo de alquiler típico es por un año. Cada año, este acuerdo se renegocia, y el arrendatario paga un mes de alquiler por concepto de honorarios. En muchas otras ciudades, sin embargo, el acuerdo de un año de duración se considera simplemente como un mínimo de duración de la estancia, y el alquiler no cambia con los años.

### Residencias
Los extranjeros en Japón que alquilan apartamentos por su cuenta a menudo se enfrentan a discriminación por parte de agentes de la propiedad inmobiliaria y de los propietarios que se niegan a alquilar a extranjeros. Algunos agentes explicarán a los extranjeros directamente que es "difícil" el alquiler para ellos. Encontrar un aval también es difícil para muchos extranjeros.
A veces llamadas "Casas Gaijin" (que significa casas para extranjeros, lit. "forasteros" ), las residencias de hospedaje se encuentran con una gran variedad de formas y tamaños. Están diseñadas para proporcionar alojamiento a corto plazo a precios razonables con un mínimo de molestias. Si bien por lo general están destinadas a los visitantes extranjeros, son cada vez más populares entre los jóvenes japoneses que tratan de romper con la tradición de vivir con los padres hasta el matrimonio, o incluso después de él.
Cuando los depósitos se pueden pagar en la mayoría de los casos suelen ser bajos, y el famoso dinero clave de los japoneses no se suele cobrar por estas propiedades.
Una residencia proporcionará un espacio para dormir, una cocina compartida y baño compartido. Los servicios como las lavadoras automáticas funcionan con monedas, pero por lo general debido a la intensidad de la competencia muchos propietarios están tratando de proporcionar la mayor cantidad de servicios públicos gratuitos como el acceso gratuito a Internet que es casi obligatorio en Tokio por estos días.

## Casas de compañías
Muchas compañías japonesas también tienen sus propios bloques de pisos (llamados shataku, o 社宅, en japonés) donde los empleados más jóvenes viven cuando empiezan a trabajar por primera vez.  A menudo, el shataku está situado cerca del edificio de oficinas de la compañía.  En otros casos, la compañía no puede tener su propio complejo de apartamentos, pero mantiene un alquiler exclusivo sobre uno o más edificios de apartamentos independientes.  En 2003, había cerca de 1.5 millones de unidades shataku en Japón.

## Casas tradicionales

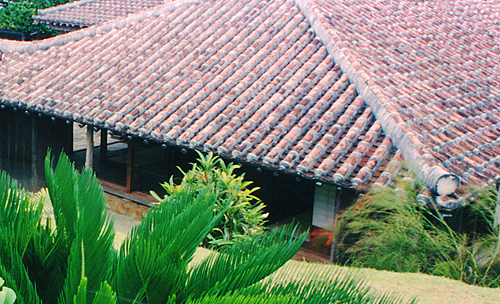
Una casa tradicional en la Prefectura de Okinawa tiene el tejado de tejas rojas característico de la región.

En el Japón premoderno, los comuneros vivieron típicamente en casas rurales, ahora conocidas como minka, o, predominante en ciudades, en casas en fila llamadas nagaya (長屋). Ejemplos son aún hoy visibles en Kioto. Los patrones de la vivienda incluían la residencia del samurái, los hogares de granjeros ricos (como los jefes de las aldeas), y las residencias de templos budistas. 
La madera era el material usado para las estructuras, mientras que las azoteas podían ser paja, corteza de ciprés, azulejos, o madera pelada. Los pisos levantados eran de madera, y se podían cubrir con esteras de paja en algunos lugares. Las cocinas tenían generalmente suelos sucios.

## Personas sin hogar
El Ministerio de Salud, Trabajo y Bienestar divulgó en 2003 que Japón tenía 25.296 personas sin hogar. Osaka, Tokio, y Aichi eran las prefecturas con poblaciones sin hogar más altas, mientras que la ciudad de Osaka, los 23 Barrios Especiales de Tokio, y la ciudad de Nagoya tenían 1750 o más (ninguna otra ciudad supera los 850). El ministerio informó que cerca del 41% vivía en parques urbanos y el 23% en los bancos del río; las calles y los ferrocarriles también tenían números significativos. Es posible que estas cifras subestimen el problema.